# 紙の鶴
「紙の鶴」（かみのつる）は、2019年2月13日に発売された丘みどりの10枚目のシングル。

## 解説
- 「紙の鶴」は会いたい人に思いを馳せる女心の切なさを歌った楽曲[1]。
- 2019年6月5日には「紙の鶴」に加え「霧の川」、「佐渡の夕笛」と「鳰の湖」を収録した「紙の鶴【4曲入り感謝盤】」、カップリングに「女の花吹雪」が収録された「紙の鶴【花吹雪盤】」が発売された。
- オリコンチャートでは初登場24位であったが、発売から4ヶ月後の6月17日付で最高位18位を記録。トップ20入りはデビュー以来初。

## 収録曲
1. 紙の鶴（4分47秒）
  - 作詞：さいとう大三／作曲：弦哲也／編曲：前田俊明
2. 能登は冬色（4分39秒）
  - 作詞：さいとう大三／作曲：弦哲也／編曲：前田俊明
3. 紙の鶴 [オリジナル・カラオケ]
4. 紙の鶴 [一般女声用半音下げカラオケ]
5. 能登は冬色 [一般用カラオケ]